# Битка при Чансълърсвил
Битката при Чансълърсвил е голяма битка от Американската гражданска война и основното сражение от Чансълърсвилската кампания. Води се от 30 април до 6 май 1863 г., в окръг Спотсилвания, Вирджиния, близо до село Чансълърсвил. Две свързани битки се водят наблизо на 3 май в околността на Фредериксбърг. Кампанията противопоставя Армията на Потомак под командването на ген.м. Джоузеф Хукър срещу наполовин по-малката армия на Северна Вирджиния под командването на ген. Робърт Лий.
Чансълърсвил е известен като „перфектната битка“ на Лий, защото рискованото му решение да раздели армията си на две в присъствието на много по-многобройни вражески сили води до значителна Конфедеративна победа. Победата, продукт на дързостта на Лий и на плахото бойно поведение на Хукър, е „притъпена“ от тежките жертви и смъртоносното раняване на ген. л-т Томас Стоунуол Джаксън от приятелски огън, загуба, която Лий сравнява със „загубване на дясната ми ръка“.

## Ход на военните действия
Чансълървилската кампания започва с прекосяването на р. Рапахонок от Съюзната армия сутринта на 27 април 1863 г. Съюзната кавалерия под командването на ген-м. Джордж Стоунман започва набег на далечно разстояние срещу снабдителните линии на Лий почти по същото време. Тази операция е напълно неефективна. Прекосявайки р. Рапидан през Германия и Елиевите бродове, федералната пехота се концентрира близо до Чансълърсвил на 30 април. Комбинирана със съюзната армия, изправена срещу Фредериксбърг, Хукър планира двойно обграждане, нападайки Лий и от авангардната, и от ариергардната му страна.
На 1 май Хукър напредва от Чансълърсвил към Лий, но конфедеративният генерал разделя армията си в лицето на превъзхождаща го численост, оставяйки малка войска при Фредериксбърг, за да възпира ген-м. Джон Седжуик от напредване, докато той напада авангарда на Хукър с 4/5 от армията си. Въпреки протестите на подчинените му, Хукър оттегля частите си на отбранителните линии около Чансълърсвил, предавайки инициативата на Лий. На 2 май Лий отново разделя силите си, изпращайки целия корпус на Стоунуол Джаксън на обхождащ марш, който разгромява XI корпус на Съюза. Докато извършва лично разузнаване пред линията си, Джаксън е ранен от огъня на собствените си войници и ген.м. Дж. Е. Б. Стюарт временно го заменя като командир на корпус.
Най-яростните боеве на битката – и вторият най-кървав ден на Гражданската война—се случва на 3 май, когато Лий извършва многобройни атаки срещу позицията на Съюза при Чансълърсвил, което води до тежки загуби за двете страни. През същия този ден Седжуик прекосява р. Рапахонок, побеждава малката Конфедеративна войска при Мерис Хайтс във втората битка при Фредериксбърг и тогава се придвижва на запад. Южняците провеждат успешен забавящ бой в битката при Сейлъм Чърч и до 4 май са изтласкали корпуса на Седжуик до Брода на Банкс, обграждайки го от три страни. Седжуик се оттегля през брода рано на 5 май и Хукър изтегля останалата част от армията си през Брода на САЩ през нощта на 5 срещу 6 май. Кампанията завършва на 7 май, когато кавалерията на Стоунман достига Съюзните линии, източно от Ричмънд.